# サシャ・ズディエラル
サシャ・ズディエラル（Saša Zdjelar 、1995年3月20日 - ）は、セルビア・ベオグラード出身のプロサッカー選手。PFC CSKAモスクワ所属。ポジションはミッドフィールダー。

## 経歴

### クラブ
OFKベオグラードの下部組織で育成され、2011年12月にわずか16歳にしてトップチームデビュー。
2013年、オリンピアコスFCの移籍内定が発表された。なお正式な加入は2015年夏からとなる。
2017年1月13日、セグンダ・ディビシオンのRCDマヨルカにレンタル移籍。
2018年1月29日、パルチザン・ベオグラードにレンタル移籍。
2022年7月28日、PFC CSKAモスクワに移籍した。

### 代表
ユース年代からセルビア代表に選ばれている。2015年にはFIFA U-20ワールドカップに参加し、見事優勝を果たした。
2016年5月31日、イスラエルとのフレンドリーマッチでフル代表デビュー。

## タイトル
オリンピアコス
- ギリシャ・スーパーリーグ: 2015–16

パルチザン
- セルビア・カップ: 2017-18, 2018-19

セルビア代表
- FIFA U-20ワールドカップ: 2015